# Ciorani (gmina)
Ciorani – gmina w Rumunii, w okręgu Prahova. Obejmuje miejscowości Cioranii de Jos i Cioranii de Sus. W 2011 roku liczyła 6720 mieszkańców.